# Are You There, Chelsea?
Are You There, Chelsea?, também conhecida como Are You There Vodka? It's Me, Chelsea (no Brasil, Cadê Você, Chelsea?) é uma série de televisão estadunidense, criada por Dottie Zicklin e Julie Ann Larson. É baseada no best-seller Are You There, Vodka? It's Me, Chelsea, escrito em 2008 por Chelsea Handler. A série foi ao ar em 11 de janeiro de 2012 nos Estados Unidos, pela NBC. A série estreou no Brasil em 8 de fevereiro de 2012, no Warner Channel, com Laura Prepon no papel principal. Em 11 de maio de 2012, a NBC cancelou a produção da série.
No Brasil, estreou no SBT na madrugada de terça para quarta, do 26 de fevereiro de 2013, às 03h15, no Tele Seriados II, substituindo "Hank". Além disso, foi dublada na Wan Mächer e recebeu o título de "Cadê Você, Chelsea?".

## Elenco

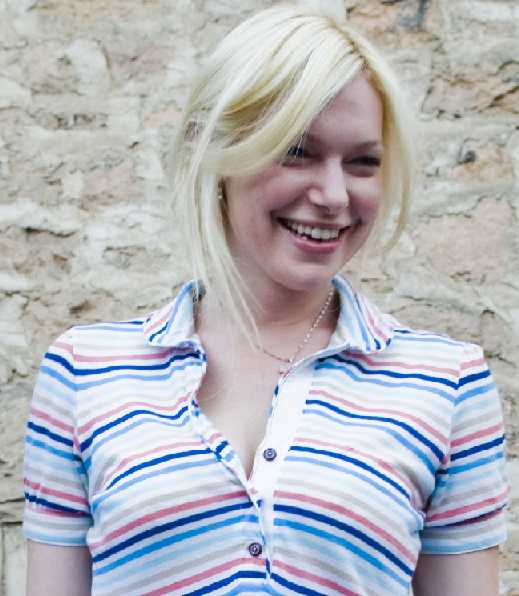
Laura Prepon, que interpreta Chelsea Handler, protagonista da série.

| Ator(iz)        | Personagem     | Refs  |
| --------------- | -------------- | ----- |
| Laura Prepon    | Chelsea Newman | [ 2 ] |
| Chelsea Handler | Sloane         | [ 2 ] |
| Lauren Lapkus   | Dee Dee        | [ 2 ] |
| Mark Povinelli  | Todd           | [ 2 ] |
| Lenny Clarke    | Melvin         | [ 2 ] |
| Jake McDorman   | Rick           | [ 2 ] |
| Ali Wong        | Olivia         | [ 2 ] |
| Natasha Leggero | Nikki Natoli   | [ 2 ] |

## Episódios
| # | Episódio                                           | Exibição nos EUA        | Exibição no Brasil      |
| --- | -------------------------------------------------- | ----------------------- | ----------------------- |
| 01 | "Pilot"                                            | 11 de janeiro de 2012   | 26 de fevereiro de 2013 |
| Quando Chelsea é acusada de dirigir bêbada, ela percebe que precisa fazer algumas grandes mudanças em sua vida, incluindo se mudar para mais perto de onde trabalha - Jerry's Ultimate Sports Bar. Ela e sua melhor amiga Olivia descobrem um apartamento no mesmo edifício do seu colega Rick - a poucos quarteirões do bar - e mudam-se imediatamente com a peculiar e bem-humorada Dee Dee. Enquanto isso, Sloane, cujo marido militar está atualmente no exterior, deve dar à luz a qualquer dia, e ela não está convencida de que pode contar com Chelsea para estar lá para ela no parto. |                                                    |                         |                         |
| 02 | "Sloane's Ex"                                      | 18 de janeiro de 2012   | 5 de março de 2013      |
| Matt, namorado de Sloane da época da escola, aparece no bar que Chelsea trabalha. Chelsea sempre se sentiu atraída por ele e agora acha que pode ter sua chance e investe pesado na paquera. Quando Sloane fica sabendo da tal visita, proíbe Chelsea de ficar com ele. |                                                    |                         |                         |
| 03 | "Believe"                                          | 25 de janeiro de 2012   | 12 de março de 2013     |
| Dee Dee, aos 26 anos, confessa que ainda é virgem, para espanto das colegas. Sloane, cristã conservadora, organiza um encontro de celibatários no bar onde Chelsea trabalha. Pensando em encontrar alguém que mereça a pura Dee Dee, Chelsea testa o astro do rock cristão que se apresentou no bar. Nick contrata sua ex namorada, Nikki, como a mais nova garçonete do bar. |                                                    |                         |                         |
| 04 | "Strays"                                           | 1 de fevereiro de 2012  | 19 de março de 2013     |
| Nikki está vendo sua chance de se casar com um homem rico fugir de suas mãos. Para tentar melhorar sua imagem com ele, arma um encontro onde Chelsea, Dee Dee e Olivia se passam por suas melhores amigas. Como o plano não funciona e o relacionamento de Nikki termina, ela implora por um lugar para dormir. |                                                    |                         |                         |
| 05 | "The Gynecologist"                                 | 8 de fevereiro de 2012  | 26 de março de 2013     |
| Chelsea marca uma consulta com o ginecologista de sua irmã, Dr.Thomas. Investindo pesado ela se convida para uma pescaria: Dr. Thomas leva um "amigo", e Chelsea leva Nikki. |                                                    |                         |                         |
| 06 | "How to Succeed in Business Without Really Crying" | 15 de fevereiro de 2012 | 2 de abril de 2013      |
| Como prova de sua grande amizade por Olívia, Chelsea aceita sair com um cliente chato na expectativa de conseguir uma entrevista de emprego para a amiga. Chelsea consegue tudo, até o emprego, e agora não sabe como se livrar do tal cara. |                                                    |                         |                         |
| 07 | "Dee Dee's Pillow"                                 | 22 de fevereiro de 2012 | 9 de abril de 2013      |
| Dee Dee confessa a Chelsea que, embora virgem, tem alguém: um super travesseiro batizado de Mario Lopez! Melvin, pai de Chelsea, está à procura de uma mulher mais jovem e pede dicas para Rick. Chelsea conta sobre o tal travesseiro para Rick. Dee Dee descobre que seu segredo foi espalhado. Chelsea faz de tudo para apresentar Dee Dee ao verdadeiro Mario Lopez, na esperança de ser perdoada. |                                                    |                         |                         |
| 08 | "Those Damn Yankees"                               | 29 de fevereiro de 2012 | 16 de abril de 2013     |
| Quando os jogadores de beisebol do Boston Red Sox, time para o qual Chelsea torce loucamente, visitam o bar, ela conhece o jogador Tommy. Depois de duas semanas de relacionamento, ela já sente até ciúmes dele; mas tudo pode mudar quando ele é vendido para os New York Yankees, naturalmente odiados por Chelsea. |                                                    |                         |                         |
| 09 | "Fired"                                            | 7 de março de 2012      | 23 de abril de 2013     |
| Jerry, o dono do bar onde Chelsea trabalha, a flagra na maior algazarra com Rick e, ainda assim, o promove a gerente. Rick demonstra pouca autoridade para o cargo e acaba demitido. Inconformada com a injustiça, Chelsea convence Rick a criar um bar flutuante no apartamento dela. O sucesso foi tal, que fez Jerry procurá-los com uma proposta. |                                                    |                         |                         |
| 10 | "Foodie"                                           | 14 de março de 2012     | 30 de abril de 2013     |
| Sloane, como forma de agradecer a ajuda de Chelsea com a bebê, a convida para um jantar num sofisticado restaurante francês. O chef, Robert, se encanta com Chelsea e a cada encontro a presenteia com pratos deliciosos. Dee Dee percebe como a amiga está engordando e convoca os amigos para ajudá-la. |                                                    |                         |                         |
| 11 | "Boots"                                            | 21 de março de 2012     | 7 de maio de 2013       |
| Chelsea encontra um par de botas que ela quer, então ela decide juntar dinheiro para comprar; Rick está determinado a vencer um concurso de barman, mas precisa de uma receita de Chelsea. |                                                    |                         |                         |
| 12 | "Surprise"                                         | 28 de março de 2012     | 14 de maio de 2013      |
| Quando o marido de Sloane liga para anunciar que está a caminho de casa depois que ela passou a noite bebendo com a irmã dela, cabe a Chelsea ajudá-la antes que ele chegue. |                                                    |                         |                         |